# Lithocarpus javensis
Lithocarpus javensis là một loài thực vật có hoa trong họ Cử. Loài này được Blume mô tả khoa học đầu tiên năm 1826.